# Wit-Rusland op de Olympische Jeugdwinterspelen 2012
Wit-Rusland was een van de landen die deelnam aan de Olympische Jeugdwinterspelen 2012 in Innsbruck, Oostenrijk.

## Medailleoverzicht
| Sport                                                                    | Olympiër                        | Onderdeel    | Medaille |
| ------------------------------------------------------------------------ | ------------------------------- | ------------ | -------- |
| Schaatsen                                                                | Roman Doebovik                  | 500 m (m)    | Zilver   |
| Als lid van een gemengd landenteam (telt niet mee voor landenklassement) |                                 |              |          |
| Kunstrijden                                                              | Eugenia Tkachenka Yuri Gulitski | gemengd team | Goud     |

## Deelnemers en resultaten
(m) = mannen, (v) = vrouwen 

### Alpineskiën
| Olympiër         | Onderdeel        | Resultaat | Prestatie                       |
| ---------------- | ---------------- | --------- | ------------------------------- |
| Anastasiya Lesik | reuzenslalom (v) | -         | - (-) (DSQ, -)                  |
| Anastasiya Lesik | slalom (v)       | 17e       | 1.32,19 (+12,43) (47,56, 44,63) |

### Biatlon
| Olympiër                                                      | Onderdeel                 | Resultaat | Prestatie                                                                                             |
| ------------------------------------------------------------- | ------------------------- | --------- | --- |
| Viktar Krjoeko                                                | 7,5 km sprint (m)         | 13e       | 20.53,0 (+1.31,3) pen.: 2 (2+0)                                                                       |
| Viktar Krjoeko                                                | 10 km achtervolging (m)   | 50e       | DSQ pen.: -                                                                                           |
| Raman Maloecha                                                | 7,5 km sprint (m)         | 39e       | 22.38,4 (+3.16,7) pen.: 4 (2+2)                                                                       |
| Raman Maloecha                                                | 10 km achtervolging (m)   | 38e       | +6.47,3 pen.: 4 (0+1+2+1)                                                                             |
|                                                               |                           |           | |
| Liudmila Kiaura                                               | 6 km sprint (v)           | 26e       | 20.02,4 (+2.34,7) pen.: 2 (0+2)                                                                       |
| Liudmila Kiaura                                               | 7,5 km achtervolging (v)  | 34e       | +8.50,6 pen.:8 (0+1+5+2)                                                                              |
| Tatsiana Tryfanava                                            | 6 km sprint (v)           | 27e       | 20.15,0 (+2.47,3) pen.: 2 (1+1)                                                                       |
| Tatsiana Tryfanava                                            | 7,5 km achtervolging (v)  | 26e       | +7.57,4 pen.:9 (2+1+4+2)                                                                              |
| Tatsiana Tryfanawa Ludmiła Kiaura Wiktar Krjuko Raman Małusza | gemengde estafette        | 10e       | 1:17.36,8 (+6.30,0) (4+7 0+3) 20.10,6 (4+3 0+1) 18.17,1 (0+1 0+1) 19.09,3 (0+1 0+1) 19.59,8 (0+2 0+0) |
| Liudmila Kiaura Ina Lukonina Viktar Kryuko Maksim Hardzias    | biatlon/langlaufestafette | 15e       | 1:09.32,7 (1+8) 22.22,6 (0+1 1+3) 11.14,8 22.28,7 (0+2 0+2) 13.26,6                                   |

### IJshockey
| Olympiër           | Onderdeel                 | Resultaat | Prestatie               |
| ------------------ | ------------------------- | --------- | ----------------------- |
| Alexei Dasjkevitsj | vaardigheidswedstrijd (m) | 9e        | kwalificatie: 11 punten |

### Kunstrijden
| Olympiër                                                                | Onderdeel           | Resultaat | Prestatie                                          |
| ----------------------------------------------------------------------- | ------------------- | --------- | -------------------------------------------------- |
| Eugenia Tkatsjenka Joeri Goelitski                                      | ijsdansen           | 10e       | 74.56 [kk: 31.90 (10), vk: 42.66 (11)]             |
|                                                                         |                     |           |                                                    |
| Team 4 USA Jordan Bauth JPN Shoma Uno Eugenia Tkachenka / Yuri Gulitski | gemengd landen team | Goud      | 16 pnt. (234.92) 07 (77.84) 07 (112.72) 02 (44.36) |

### Langlaufen
| Olympiër                                                   | Onderdeel                 | Resultaat | Prestatie                                                           |
| ---------------------------------------------------------- | ------------------------- | --------- | ------------------------------------------------------------------- |
| Maksim Hardzias                                            | 10 km klassiek (m)        | 35e       | 34.00,4 (+4.31,6)                                                   |
| Maksim Hardzias                                            | sprint (m)                | 22e       | kwartfinale                                                         |
|                                                            |                           |           |                                                                     |
| Ina Lukonina                                               | 5 km klassiek (v)         | 23e       | 16.48,8 (+2.30,8)                                                   |
| Ina Lukonina                                               | sprint (v)                | 18e       | kwartfinale                                                         |
|                                                            |                           |           |                                                                     |
| Liudmila Kiaura Ina Lukonina Viktar Kryuko Maksim Hardzias | biatlon/langlaufestafette | 15e       | 1:09.32,7 (1+8) 22.22,6 (0+1 1+3) 11.14,8 22.28,7 (0+2 0+2) 13.26,6 |

### Noordse combinatie
| Olympiër        | Onderdeel     | Resultaat | Prestatie                                                        |
| --------------- | ------------- | --------- | ---------------------------------------------------------------- |
| Nikita Maladsou | Gundersen (m) | 15e       | schansspringen: 52,0 m - 66,1 p. (17e +4.46) langlaufen: +7.21,3 |

### Schaatsen
| Olympiër              | Onderdeel      | Resultaat | Prestatie                       |
| --------------------- | -------------- | --------- | ------------------------------- |
| Roman Doebovik        | 500 m (m)      | Zilver    | 77,82 (+ 2,32) [38,87 + 38,95]  |
| Roman Doebovik        | 1500 m (m)     | 06e       | 2.02,47 (+ 8,27)                |
| Maksim Doebovsky      | 500 m (m)      | 11e       | 81,53 (+ 6,03) [40,61 + 40,92]  |
| Maksim Doebovsky      | 3000 m (m)     | 12e       | 4.31,21 (+ 27,99)               |
| Maksim Doebovsky      | massastart (m) | 12e       | 7.19,41 (+ 9,18)                |
|                       |                |           |                                 |
| Anastasija Kapoestina | 3000 m (v)     | 15e       | 5.29,23 (+ 51,90)               |
| Anastasija Kapoestina | massastart (v) | 19e       | 6.26,11 (+ 25,05)               |
| Natalja Chramtsova    | 500 m (v)      | 13e       | 92,00 (+ 10,32) [45,60 + 46,39] |
| Natalja Chramtsova    | 3000 m (v)     | 13e       | 5.24,97 (+ 47,64)               |

### Schansspringen
| Olympiër            | Onderdeel       | Resultaat | Prestatie                    |
| ------------------- | --------------- | --------- | ---------------------------- |
| Aliaksandr Mechetka | individueel (m) | 22e       | 95,4 ptn. (45,5 m en 46,5 m) |